# Francisco Morano Moreno
Francisco Morano Moreno (Madrid, 1876 - Barcelona, 29 de març de 1933) fou un actor teatral.
Morano havia treballat amb la companyia de Maria Tubau i actuà a Barcelona al teatre Principal (1893-1894). El 1903 formà una companyia pel seu compte, convertint-se en un gran empresari i director teatral que realitzà campanyes a les principals capitals de l'Estat espanyol, així com a l'Argentina.